# Lavrenti Beria
Pour les articles homonymes, voir Beria.
Lavrenti Pavlovitch Beria (Lavrenti Pavles dze Beria, en géorgien : ლავრენტი პავლეს ძე ბერია ; Lavrentiï Pavlovitch Beria, en russe : Лавре́нтий Па́влович Бе́рия), né le 29 mars 1899 à Merkheoul (Empire russe, actuelle république séparatiste auto-proclamée géorgienne d'Abkhazie) et mort exécuté le 23 décembre 1953 à Moscou, est un homme politique soviétique. Bras droit de Joseph Staline, il est une figure clé du pouvoir soviétique de 1938 à 1953. Chef du NKVD en premier lieu, il est à ce titre l'un des responsables du massacre de Katyń. Il est par la suite membre du Politburo de 1946 à sa chute, et contrôle l'ensemble de la sécurité intérieure et extérieure de l'Union soviétique.
Staline le présente à Ribbentrop comme « le chef de notre Gestapo » lors de la signature du Pacte germano-soviétique ; lors de la conférence de Yalta, il le présente comme « notre Himmler » au président des États-Unis Franklin Roosevelt. Il reste reconnu comme un personnage sadique, cruel et pervers.
Son rôle est primordial dans l'organisation industrielle du Goulag, la répression de la désertion lors de la Seconde Guerre mondiale — il est le créateur du SMERSH —, le développement d'un réseau d'espionnage international performant et la répression dans les États satellites (comme dans l'exemple des procès de Prague). Il organise l’accession de l'Union soviétique au statut de puissance nucléaire.
En 1953, alors que Staline a déjà programmé son élimination en montant de toutes pièces un « complot mingrélien », la mort du dictateur le sauve in extremis, mais ce n'est qu'un sursis. Quelques mois plus tard, alors qu'il est premier vice-président du Conseil des ministres de l'Union soviétique et prépare sa prise du pouvoir, il est piégé par les autres membres du Politburo, parmi lesquels Nikita Khrouchtchev qui va émerger à la tête de l'URSS. À l'occasion d'une réunion de routine au Kremlin, Beria est arrêté en juin et exécuté en décembre. Il existe au moins trois versions différentes de son arrestation, aucune ne pouvant être avérée. Sa mort marque le début de la déstalinisation.

## Jeunesse
Géorgien comme Staline, Lavrenti Pavlovitch Beria naît le 29 mars 1899 à Merkheouli, sur la côte caucasienne de la mer Noire, dans une région montagneuse, d'une famille de paysans mingréliens relativement aisée. Sa mère, servante, réussit à convaincre son employeur de financer les études de son fils. Son père, Pavel Khoulaïevitch Beria, peut alors l'envoyer à Soukhoumi, fréquenter une école primaire apparemment supérieure. Il y fait de brillantes études. À la fin de 1915, il part pour Bakou et entre dans une autre école spécialisée dans la construction mécanique. Il est alors employé par l'Okhrana, la police politique impériale, qui lui fournit quelques subsides. Un certain mouvement ouvrier s'est organisé dans la ville depuis quelques années. Mais ce n'est qu'en mars 1917 qu'il rejoint les étudiants bolcheviks, partisans de Vladimir Ilitch Lénine, quand l'histoire tourne en leur faveur.
Opportuniste, il s'engage dans l'armée, puis dans les rangs adverses mencheviks, au service du Moussavat nationaliste, en prétendant jouer double jeu. Cette audace lui permet d'être remarqué par Anastase Mikoïan et les amis directs de Staline. Selon Sergo Beria, son fils, il n'est ni marxiste, ni communiste mais, ambitieux, il décide d'entamer une carrière d'apparatchik classique au sein du parti communiste.
En 1921, il épouse Nina Gueguetchkori (1905-1991), aristocrate géorgienne orpheline de père et élevée par ses oncles Evguéni Guéguétchkori et Sacha Guéguétchkori. Ils ont un fils en 1924, Sergo, décédé en 2000.
Il fournit notamment les noms des « bourgeois à assassiner » à Bakou. Son caractère méthodique et impitoyable le fait recruter par la Tchéka, première police politique bolchévique, avec l’appui de Sergo Ordjonikidze, qui l’aurait auparavant sauvé d’une exécution et l’avait aidé à échapper aux accusations de collaboration avec les mencheviks. En 1922, il devient chef-adjoint de la branche géorgienne de l'OGPU, qui succède à la Tchéka.

## Au service de Staline dans la répression en Géorgie

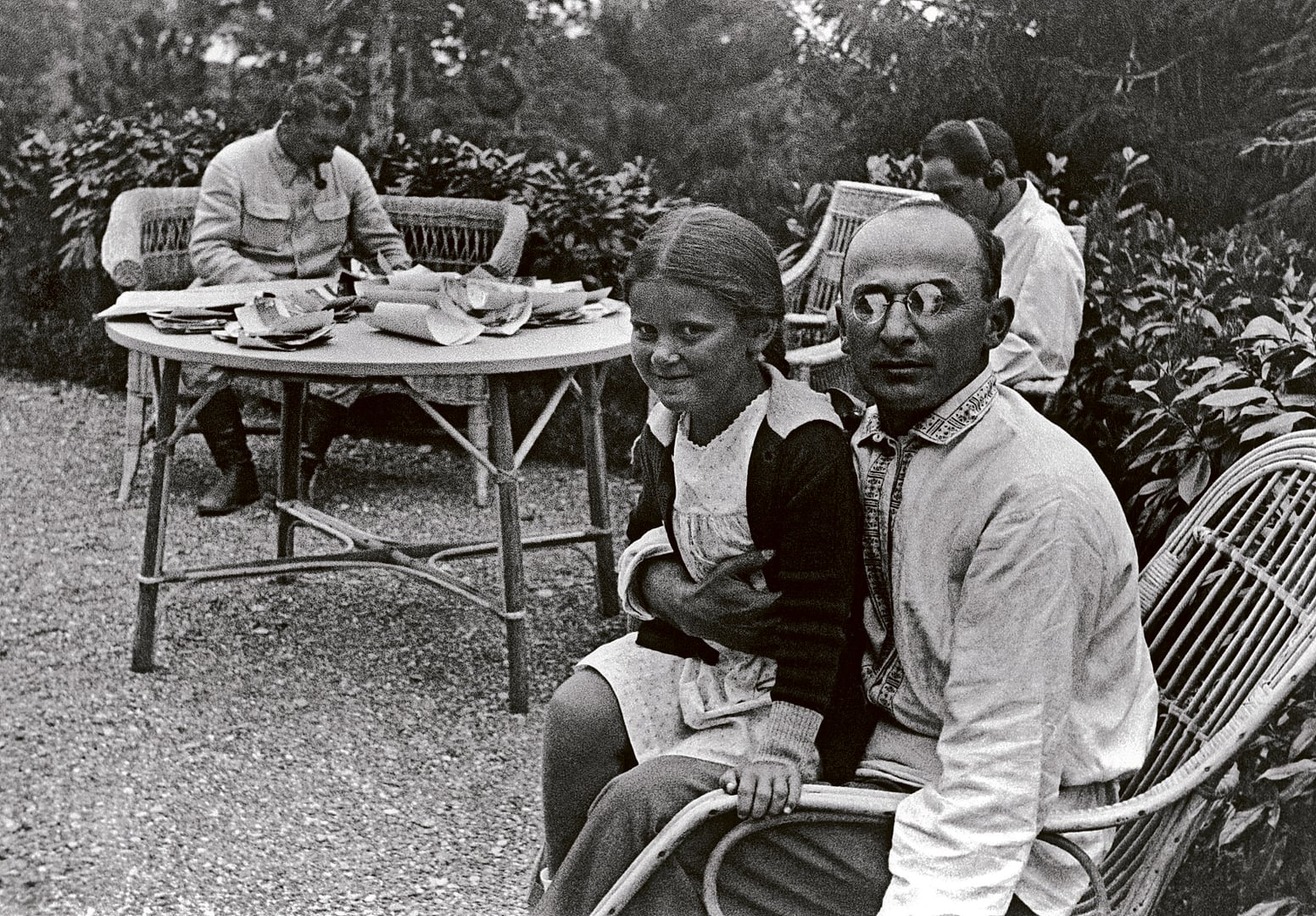
La fille de Staline, Svetlana, assise sur les genoux de Beria. Staline et Nestor Lakoba sont en arrière-plan, de gauche à droite. Photo prise le 25 septembre 1931.

En 1924, il dirige la répression du soulèvement d'août des nationalistes géorgiens, organisant l'exécution de 10 000 partisans. Du fait de cette « bravoure bolchevique », Beria est nommé chef de la division des affaires politiques secrètes de l'OGPU en Transcaucasie et reçoit l'ordre de l'Étoile rouge.

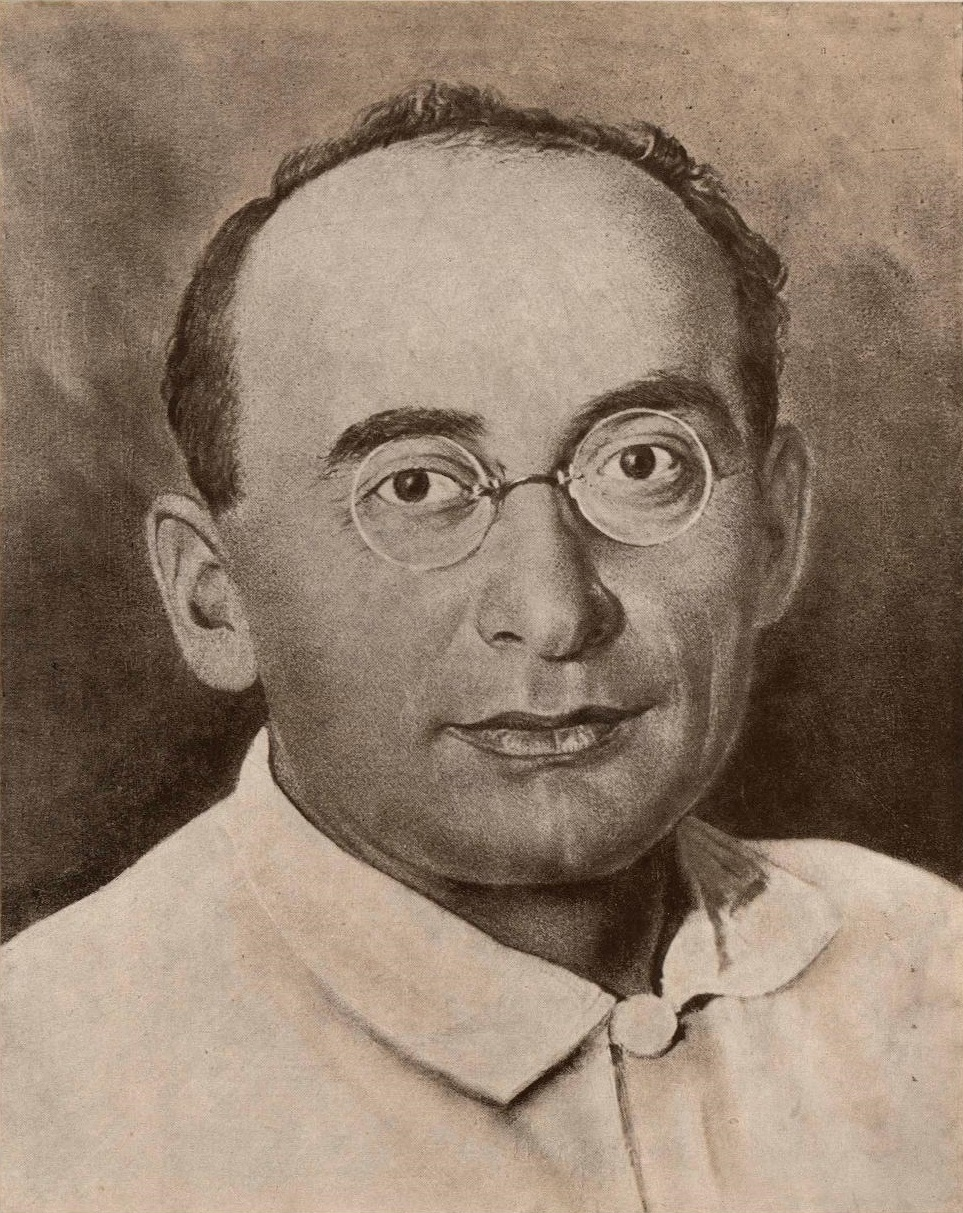
Portrait de Beria publié en 1935.

En 1927, il prend la tête de l'OGPU en Géorgie. L'exécution de l'employeur de sa mère qui avait financé ses études est le premier de ses crimes personnels.
En insistant auprès de Nestor Lakoba, ami de Staline et dirigeant de l’Abkhazie, il est présenté par ce dernier en septembre 1931 à son compatriote Joseph Staline. Staline éprouve initialement du dédain pour ce flagorneur. Malgré cela, à sa deuxième visite, il change d’avis et finit par s’attacher à Beria, « mon ami, un bon tchékiste », contre l’avis de sa femme, de Sergueï Kirov et de Sergo Ordjonikidze qui le mettent en garde contre Beria. Staline apprécie chez Beria autant sa fidélité indéfectible et sa cruauté sans limite que son sens de l'organisation.
En octobre 1931, Staline profite du chaos de la famine pour nommer Beria secrétaire du parti communiste géorgien, puis deuxième secrétaire du Parti de la Fédération transcaucasienne en 1932, arguant que Beria « résout les problèmes alors que le Politburo se contente de gratter du papier ! ». Son rôle est d'extirper tout risque nationaliste et d'assurer l'accès au pouvoir total de Staline. Il possède dès lors ses entrées chez Staline, au point que sa fille l’appelle « oncle Lara » ; n’ayant plus besoin de son protecteur Lakoba, il le plaqua sans autre forme de procès.
En février 1934, au XVIIe congrès du Parti communiste de l'Union soviétique, il est membre du comité central du Parti.
Il engage alors une lutte d'influence au sein du parti communiste géorgien, en particulier contre Gaioz Devdariani (en), ministre de l'Éducation dans la république socialiste soviétique de Géorgie, en ordonnant l'assassinat de ses deux frères, George et Shalva, qui occupaient respectivement des postes importants dans la Tchéka et le parti communiste local. Finalement, Gaioz Devdariani est accusé de menées contre-révolutionnaires et exécuté en 1938.
Beria conserve le contrôle du parti communiste géorgien jusqu'à sa chute, y compris après sa nomination au Kremlin.

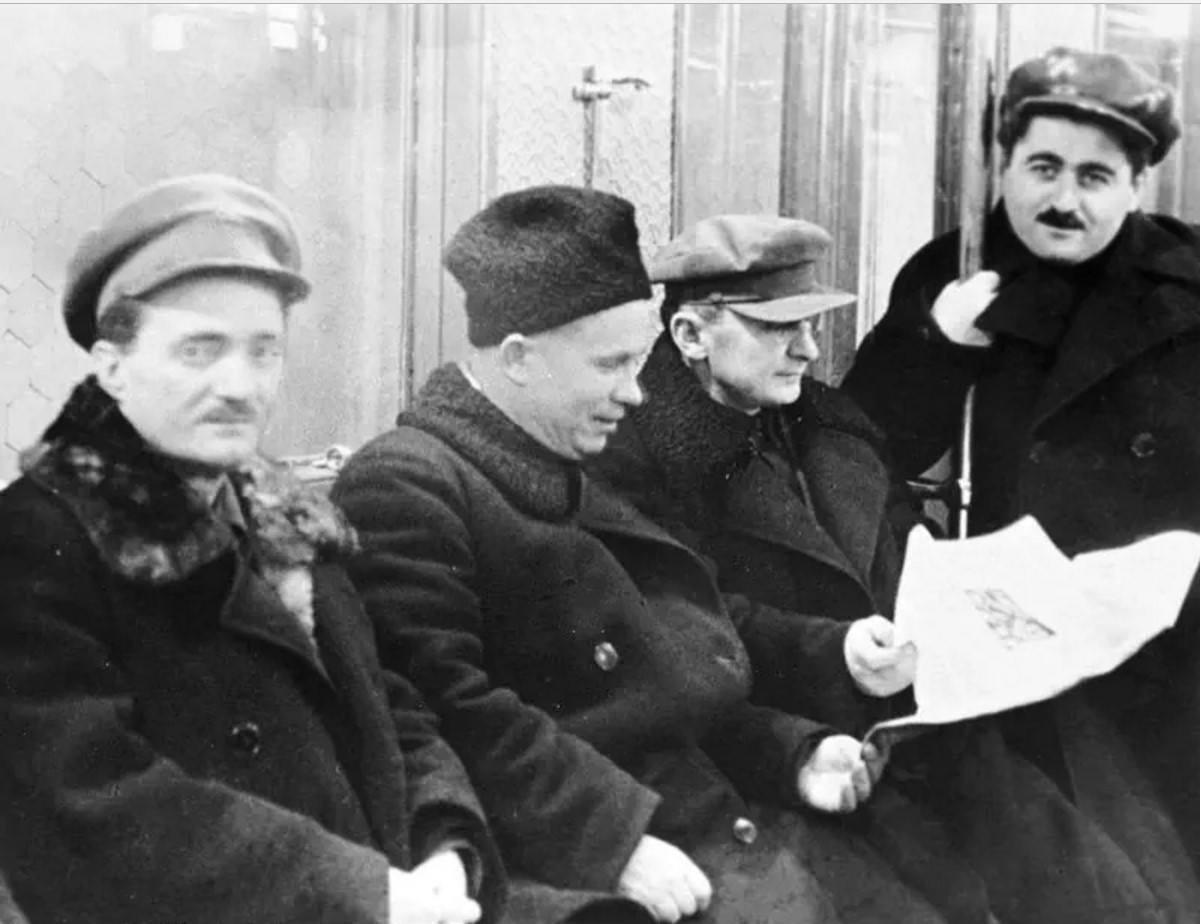
Photo durant l’inauguration du métro de Moscou en 1935. De gauche à droite : Nestor Lakoba, Nikita Khrouchtchev, Lavrenti Beria et Aghasi Khanjian. L'année suivante, Beria tue Lakoba et Khanjian dans le cadre des purges. En 1953, Khrouchtchev ordonne l’exécution de Beria.

En 1935, Beria est l'un de ses subordonnés en qui Staline a le plus confiance. En fait, Beria s'est assuré une place de choix dans l'entourage du « Père des peuples » en réécrivant l'histoire du parti communiste géorgien, en attribuant à Staline le rôle moteur dans l'histoire du parti communiste en Transcaucasie et en éliminant les vieux bolcheviques qui pourraient contester cette version.
Lors de la terreur stalinienne, qui commence après l'assassinat de Sergueï Kirov en décembre 1934, Beria dirige les purges politiques dans l'ensemble de la Transcaucasie.

## Supervision de la police politique de 1938 à 1953
Pour un article plus général, voir Histoire de l'URSS sous Staline.

### Chef du NKVD de 1938 à 1945

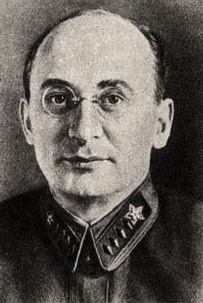
Portrait de Beria comme chef du NKVD.

En novembre 1938, Staline le nomme à la tête du NKVD, la police secrète de l'Union soviétique en remplacement de Nikolaï Iejov, qu'il fait exécuter en mars 1940. Beria reste fidèle au principe posé par Staline, quand celui-ci avait nommé Guenrikh Iagoda à la tête du Guépéou en 1934, d'éliminer son prédécesseur (Viatcheslav Menjinski dans le cas de Iagoda), principe qu'avait respecté Iejov en faisant fusiller Iagoda.
Beria est ainsi appelé par Staline pour mettre fin aux Grandes Purges qui avaient décimé l'armée et rendaient l'URSS vulnérable aux visées hitlériennes. Il fait sortir du Goulag de nombreux officiers, sur demande du nouveau chef d'État-Major, le maréchal Chapochnikov. Parallèlement, il purge l'appareil policier des hommes de Iejov et organise des procès contre eux, ce qui lui vaut pendant quelque temps une certaine popularité. Des cadres ayant servi un de ses prédécesseurs, Iagoda, avant les années 1930 sont réhabilités et deviennent ainsi ses obligés. Personnage cruel et sadique, il n'hésite pas à présider lui-même certaines séances de torture dans son bureau de la Loubianka ou de la prison de Lefortovo.
Il organise des arrestations en masse et des exécutions de dissidents ou de personnes innocentes. Il est notamment responsable en 1940 de l'exécution du metteur en scène Vsevolod Meyerhold, de l'écrivain Isaac Babel et du journaliste Mikhaïl Koltsov. Virtuose, tout comme ses prédécesseurs, de l'extorsion de confessions délirantes, il se vantait cyniquement de pouvoir faire avouer sous 24 heures à tout individu tombé entre ses mains qu'il était le « roi d'Angleterre ». Lorsque le Pacte germano-soviétique permet à l'Union soviétique de s'étendre en Pologne, en Finlande, aux pays baltes et en Moldavie, Beria planifie méticuleusement les déportations massives de centaines de milliers d'habitants de tous âges et de toutes classes sociales. Maître d'un Goulag dont les effectifs sont alors à leur apogée, il tente de rationaliser l'exploitation des détenus. Il crée notamment les charachka, où des scientifiques prisonniers sont contraints de travailler à des projets militaires, dans une stricte discipline, mais en bénéficiant de meilleures conditions de vie que la plupart des détenus.
Beria prend une part décisive dans le massacre de Katyń, au cours duquel 25 700 Polonais sont assassinés par le NKVD au printemps 1940. Le 5 mars 1940 Beria adresse une lettre à Staline lui demandant l'autorisation d'exécuter des milliers d'officiers et de policiers polonais internés dans les camps de prisonniers de Katyn, Starobilsk, Ostachkov, Kozelsk après l'invasion de la Pologne orientale en septembre 1939 et considérés par lui comme des « ennemis acharnés et irréductibles du pouvoir soviétique ». Cette demande est approuvée par Staline et le politburo. Les exécutions sont réparties en six lieux, dont le plus connu est celui de Katyń, situé dans une forêt près de Smolensk.
En 1941, le NKVD de Beria planifie la déportation des Allemands de la Volga, et en 1944, celle des Tchétchènes, des Tatars de Crimée et d'une dizaine d'autres peuples faussement accusés collectivement de collaboration avec les Allemands.
Il est aussi, durant la période de guerre, le collaborateur le plus efficace de Staline. Remarquable organisateur, il joue un rôle-clé dans la mise en place du Comité d'État à la défense au début de la guerre, et au fur et à mesure de celle-ci, il surpasse par son habileté les collaborateurs de Staline. En effet, il est successivement chargé de la production de fusils, de chars, d'obus et de divers armements. Réputé d'une grande intelligence, de même que d'une grande capacité de travail, il coordonne certains mouvements de sabotage via ses agents, qui par ailleurs glanent des informations essentielles dans tous les domaines pour l'Armée rouge. Il met également en place le Comité antifasciste juif, dirigé par Mikhoels.

### Le père politique de la bombe atomique soviétique
Jusqu'en 1942, les milieux scientifiques soviétiques étaient plutôt sceptiques quant à la possibilité de réaliser une bombe atomique, considérant qu'il existait des obstacles théoriques à la fission nucléaire qui n'avaient pas été surmontés. Toutefois, les missions de renseignement dans les milieux scientifiques et sympathisants montraient que les Britanniques et les Américains envisageaient une telle hypothèse. C'est donc à Beria qu'est revenue la paternité politique de mettre l'accent sur la recherche nucléaire à des fins militaires.
Le 10 mars 1942, il adressa en effet une lettre à Staline synthétisant l'ensemble de données d'espionnage et de renseignement collectées par le NKVD — notamment par le réseau Philby et l'action de Niels Bohr dans les milieux scientifiques — à propos de la recherche atomique et des programmes d'armement nucléaire, déclarant : « Dans un bon nombre de pays capitalistes, par suite des travaux engagés sur la fission du noyau de l'atome en vue d'obtenir une nouvelle source d'énergie, des recherches ont été entamées sur la possibilité d'utiliser l'énergie nucléaire de l'uranium à des fins militaires ».
En février 1943, l'action commando des Britanniques contre l'usine d'eau lourde de Vemork, en Norvège occupée, convainquit Staline que « le projet de construction d'une bombe atomique n'avait rien d'illusoire. » Staline confia alors à Beria le soin de coordonner le projet atomique de l'URSS, ce qu'il continuera durant les premiers moments décisifs de la guerre froide, à la fois sur le plan bureaucratique et sur le plan du renseignement par une stratégie de séduction des scientifiques américains, tels qu'Oppenheimer, Fermi et autres.
À cette occasion, Beria mobilise des moyens considérables en ressources humaines et industrielles, largement puisées dans le Goulag, et il commence à constituer ainsi un État dans l'État. En août 1949, l'URSS procède à son premier essai nucléaire grâce à Beria et Staline lui demande alors de fabriquer la première bombe H soviétique.

### 1946-1953
Staline, qui s'inquiète de la puissance de Beria, décide en 1946 une profonde réorganisation de la police politique, des services secrets et de l’administration du Goulag.
Sous le prétexte d'augmenter le rôle de Beria, Staline le nomme coordinateur de l'ensemble des services liés à la sûreté de l'État ; symboliquement il le nomme en outre vice-Premier ministre (vice-président du Sovnarkom).
Néanmoins, dans le même temps, il le démet de ses fonctions de directeur-général du NKVD, tandis que l'espionnage à l'extérieur des frontières de l'Union soviétique est confié au Kominform, dirigé par Molotov. Le plus proche adjoint de Beria durant la Seconde Guerre mondiale, Vsevolod Merkoulov, est affecté à d'autres fonctions.
Le nouveau ministre des Affaires intérieures est Sergueï Krouglov et n'est pas un « homme de Beria » ; le nouveau ministre de la Sécurité de l'État (NKVD - MVD) est un ancien rival de Beria, Viktor Abakoumov, remplacé par Semion Ignatiev en juillet 1951.
Par cet éclatement des fonctions et par la mise en concurrence de divers protagonistes qui se détestent et rivalisent entre eux, Staline parvient à éviter que l'un d'entre eux ne se « détache du lot ».

## La chute et l’exécution de Beria

### Beria, cible de Staline dans l'affaire du complot «mingrélien»
Staline confie à Semion Ignatiev et à son adjoint Rioumine le ministère de la Sécurité d'État qu'il détache des fonctions de Beria. Ce dernier connaît trop ce qui est arrivé à ses prédécesseurs, Iagoda et Iejov, pour ne pas comprendre ce qui l'attend : un dossier monté de toutes pièces pour l'éliminer. Ignatiev organise aussitôt contre Beria, à la demande de Staline, le montage de deux affaires de trahison : le « complot mingrélien, », puis le complot des blouses blanches.
À la fin du 19e Congrès du Parti communiste, convoqué à cet effet, un climat de reprise en main, y compris au sommet de l'État soviétique, est annoncé. Le 16 octobre 1952, devant le Plénum du Comité central récemment réélu, Staline prend position nominativement contre un groupe de quatre membres du Politburo à ses yeux défaillants. Beria en fait partie. L’historien Thaddeus Wittlin explique : « Il ne fait pas de doute que les paroles du dictateur ne sont pas une menace vaine. Une nouvelle vague de terreur, une nouvelle série de purges va probablement submerger les plus hauts postes ».
Au départ, elle prend la forme d'une explosion de haine contre les Juifs. La mort du général Mekhlis met en branle le processus. En février 1953, Ignatiev accélère à la demande de Staline le montage du « complot mingrélien », puis du complot des blouses blanches. Selon ce dernier complot, un groupe de médecins — en majorité d'origine juive — chargé de la santé des dirigeants soviétiques aurait cherché à les empoisonner, ce qui prouverait la défaillance, voire la complicité des services de sécurité dirigés par Beria. On laisse même entendre que la mère de Beria, employée dans des maisons juives, aurait été enceinte des œuvres d'un de ses patrons et que Beria aurait de ce fait une part de sang juif.
Staline accumule de fausses preuves pour éliminer Beria. Toutefois, la mort subite de Staline, en mars 1953, interrompt le processus de purge en gestation.
Beria s'empresse d'aller détruire toutes les preuves que Staline avait accumulées contre lui.

### Beria, assassin de Staline?
Staline meurt le 5 mars 1953 des suites d'une hémorragie cérébrale, après un repas pris avec Beria, Malenkov, Boulganine et Khrouchtchev.
La rumeur selon laquelle Beria aurait tué ou fait tuer Staline est persistante, mais invérifiable,.
Des éléments sont cependant troublants :
- dans ses Mémoires publiés en 1993, Molotov affirme que Beria s'est vanté auprès de lui d'avoir empoisonné Staline ; lors des funérailles de celui-ci, Malenkov et Molotov marchaient effectivement en tête du cortège avec Beria quand ce dernier aurait affirmé : « C’est moi qui ai liquidé le tyran[22] » ;
- il est également avéré que Beria avait refusé une intervention médicale dans les dernières heures de la vie de Staline alors que ce dernier était inconscient, sous prétexte qu'il était seulement en train de dormir[réf. nécessaire] ;
- enfin, l’autopsie du corps du défunt est introuvable et semble avoir disparu sans laisser de trace alors qu'elle mentionnait des hémorragies intestinales évoquant un empoisonnement ; en outre, Beria fit déporter tous ceux qui y avaient participé[9].

### Après Staline: début d'une déstalinisation
C'est à Beria que revient l'honneur de prononcer l'éloge funèbre de Staline sur la place Rouge.
Beria, nommé ministre de l'Intérieur réunifié avec la Sécurité d'État et vice-président du Conseil des ministres, dispose d'atouts pour succéder à Staline. Il sait qu'il existe d'autres ambitions. Il a une tactique et un programme. Il se rapproche de Malenkov. Pendant les trois mois où il a les mains libres, l'incarnation de la terreur policière stalinienne se révèle paradoxalement un champion de la libéralisation du régime. Dès le 4 avril, il relâche les victimes du complot des blouses blanches et fait savoir que leurs aveux avaient été extorqués par la torture, première fois que l'État soviétique reconnaît une faute. Il ferme les grands chantiers du socialisme alimentés par la main-d'œuvre pénitentiaire. Il fait promulguer une amnistie qui libère un million de détenus du Goulag. Il restitue le Goulag au ministère de la Justice, limitant ainsi en partie l'arbitraire qui y régnait, et il dénonce en connaissance de cause son inutilité économique ainsi que son hypertrophie. Il fait voter au Politburo l'enlèvement des portraits de dirigeants dans les défilés et manifestations, mesure qui ne lui survit pas. Il se prononce à l'intérieur pour un meilleur traitement des minorités nationales, et à l'extérieur pour une politique résolue de Détente avec l'Occident, fût-elle payée de l'abandon de la RDA et de la réunification de l'Allemagne en échange de sa démilitarisation. C'est dans cette optique d'apaisement avec l'ouest qu'il commence à élaborer des plans pour mettre fin à la guerre de Corée mais il sera arrêté avant la fin des hostilités.

### Liquidation de Beria
Les collègues de Beria le craignent. En tant que chef du NKVD il dispose de pouvoirs quasi-illimités et il montre ses ambitions pour succéder à Staline comme dirigeant suprême de l'Union soviétique.
À peine trois mois après la mort de Staline, et dans les trois jours qui suivent l'écrasement de la révolte berlinoise, Beria est appelé à une soi-disant réunion du Soviet suprême, arrêté le 26 juin 1953, transféré dans le bunker de l'état-major de l'armée et exécuté six mois plus tard avec six de ses collaborateurs, le 23 décembre.
Il existe au moins trois versions, avec chacune des variantes, de l'élimination de Beria. Deux thèses connues sont celles de Soudoplatov et du fils de Beria.

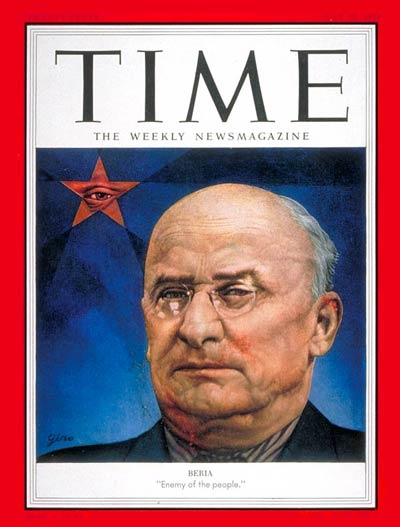
Portrait de Beria publié le 20 juillet 1953, dans le magazine Time.

Les raisons politiques et les modalités exceptionnelles de son arrestation dans l'enceinte du Kremlin sont narrées de façon circonstanciée par Soudoplatov. Selon des méthodes qu'il connaît bien, Beria est condamné à mort le 23 décembre 1953 par un tribunal spécial de la Cour suprême de l'URSS dirigé par le maréchal de l'Union soviétique Ivan Koniev. Il est exécuté le même jour d'une balle dans la tête à l'intérieur d'une cellule du bunker du Quartier général du District militaire de Moscou. Le colonel-général Pavel Batitski fut chargé de cette exécution. Plusieurs de ses principaux collaborateurs, notamment Bogdan Koboulov, Amaïak Koboulov et Vsevolod Merkoulov, connaissent le même sort que lui. Son rival Viktor Abakoumov est lui aussi exécuté, en 1954.
Le fils de Beria, Sergo Beria, met en doute cette version des faits dans un livre paru en 1999. Selon lui, son père aurait été arrêté avant de se rendre à la réunion du Politburo et exécuté le matin du 26 juin (et non le 23 décembre) à son domicile. Pour lui, l’arrestation au Kremlin, la détention, le procès et l'exécution de son père sont des mises en scène destinées à donner une apparence légale à l'exécution.
Une autre version est racontée par Gueorgui Joukov qui a directement participé à l'arrestation. Il aurait été approché par Boulganine ministre de la défense qui l'a invité lui et d'autres officiers dont Moskalenko, Nedeline et Batitski à une réunion secrète avec Malenkov, Molotov et Khrouchtchev. Grâce à ses fonctions à la tête des services de sécurité Beria avait sous ses ordres près de 1,2 million d'hommes, les membres du Politburo ont donc décidé de faire appel à l'armée. C'est la première fois dans l'histoire soviétique que l'armée se mêle directement de politique. Les anti Beria ont fait confiance aux militaires et ont avancé l'idée que Beria était en grande partie responsable des purges des officiers de 1937 pour les convaincre plus facilement. Selon lui, l'arrestation intervient en plein conseil des ministres. Beria est arrêté et transféré dans le bunker de l'état major du district militaire de Moscou. Le bâtiment est gardé par 4 tanks dont les équipages sont entièrement composés d'officiers.
Les seules certitudes portent sur la réalité du complot mené par ses collègues du Politburo pour que Beria soit liquidé. On ne sait même pas si le procès non public qui décida de sa mort fut tenu en sa présence ou non. Arrêté, soit le soir sur le chemin du Bolchoï, ou à la sortie d'une soirée donnée à l'ambassade de Pologne, soit le matin peu avant ou au cours d'une réunion du Politburo, il est mené à la Loubianka où il est jugé, certains disent aussitôt, d'autres après quelques jours de procès, puis exécuté à son terme dans les caves comme il l'avait souvent ordonné lui-même pour ses victimes.
Le corps de Beria est ensuite immédiatement incinéré et ses cendres dispersées dans la forêt près de Moscou.
La mort de Beria, dans ses détails, garde encore son mystère.
Beria est le seul dirigeant soviétique membre du Politburo à avoir été exécuté après la mort de Staline. Ses dernières lettres avant sa mort démontrent, par leur ton et contenu suppliant et effondré, qu'il ne se faisait aucune illusion quant au sort qui l'attendait.
Quelques jours plus tard, le 31 décembre 1953, il fut déchu à titre posthume de tous les titres et médailles qui lui avaient été décernés.
En juillet 1954, Ivan Serov, sur ordre de Khrouchtchev, fit collecter et détruire la plupart des archives de Beria, qui auraient révélé, selon Serov, la complicité de toutes les personnalités dirigeantes dans les crimes staliniens.
Le 29 mai 2000, la Cour suprême de la fédération de Russie refusa de le réhabiliter, ses crimes contre l'humanité ayant été prouvés.

## Vie privée et personnalité
Simon Sebag Montefiore le décrit comme « à moitié chauve, petit et agile, avec un visage large et poupin, des lèvres sensuelles et gonflées, et des « yeux de serpent » qui clignaient derrière un pince-nez scintillant ». Son sadisme était notable, même parmi les bourreaux du NKVD ; l’un d’entre eux dit d’ailleurs de lui que « Beria est un homme à qui il ne coûte rien de tuer son meilleur ami si celui-ci a dit du mal de lui ». Homme à femmes, il avait commencé à collectionner les aventures lors d’un stage d’architecture en Roumanie ; il collectionnait également les protecteurs haut placés. Il était servile et flagorneur avec ses supérieurs, mais impitoyable avec ceux qu’il tenait en son pouvoir.
Comme passions, il était footballeur et pratiquant de jūjutsu. Selon son fils Sergo, qui souhaite tempérer l'image traditionnelle de son père comme brute violente et sanguinaire, Beria était un homme cultivé qui aimait l'histoire et les livres.
Lors du procès de Beria, le rapport du comité central mit en avant le fait qu'il avait utilisé son pouvoir de chef de la police pour se comporter comme le marquis de Sade. C'était la première fois qu'un personnage politique était accusé non seulement de déviation politique, mais que l'on mettait aussi en avant ses déviances personnelles. Ces accusations n'ont jamais été sérieusement démenties. Elles sont reprises par les biographes récents de Beria. À l'occasion de travaux effectués dans l'ancienne résidence où Beria officiait à Moscou, dans un bâtiment occupé maintenant par l'ambassade de Tunisie, des ossements ont été retrouvés par les ouvriers lors de sa reconstruction.
Simon Sebag Montefiore qualifie Beria de « pervers », de « violeur », et relate qu'il avait pour habitude de conduire en limousine la nuit à Moscou afin d'enlever des femmes pour en abuser. L'auteur raconte également qu'il était doté d’une « cruauté raffinée » : il adorait pratiquer personnellement la torture et s'avérait doué pour les empoisonnements. Beria avait aussi le goût des jeunes filles et se livrait à des virées avec ses gardes du corps pour capturer des lycéennes à la sortie des cours qu'il emmenait à la Loubianka pour les violer et, dans certains cas avérés, les tuer,.

## Décorations

### En Union soviétique
- Héros du travail socialiste (1943).
- Ordre de Lénine (1935, 1943, 1945, 1949, 1949).
- Ordre du Drapeau rouge (1924, 1944).
- Ordre de Souvorov 1re classe (1944) - retiré en 1962.
- Médaille du 20e anniversaire de l'Armée rouge des ouvriers et paysans (1938).
- Médaille pour la Défense de Moscou (1944).
- Médaille pour la Défense de Stalingrad (1943).
- Médaille pour la défense du Caucase (1944).
- Médaille pour la victoire sur l'Allemagne dans la Grande Guerre patriotique de 1941-1945 (1945).
- En commémoration du 800e anniversaire de Moscou (1948).
- 30 ans des Forces armées de l’URSS (1948).
- Prix Staline (1949, 1951).
- Officier honoraire de la Sécurité de l'État (1932).

Par décret du présidium du Soviet suprême du 31 décembre 1953, Lavrenti Beria est privé des titres de maréchal de l'Union soviétique et de héros du travail socialiste, ainsi que de toutes les autres décorations d'État.

### À l’étranger
- Ordre de Sukhe Bator - Mongolie (1949).
- Ordre du Drapeau rouge - Mongolie (1942).
- Médaille « 25 ans de la révolution du peuple mongol » - Mongolie (1946).
- Ordre du Drapeau rouge - république socialiste soviétique de Géorgie (1923).
- Ordre du Drapeau rouge du travail - république socialiste soviétique de Géorgie (1931).
- Ordre du Drapeau rouge du travail - république socialiste soviétique d'Azerbaïdjan (1932).
- Ordre de la république de Touva (1943).

## Dans la culture
- Le déroulement des procès en Tchécoslovaquie a été mis en scène dans le film L'Aveu de Costa-Gavras.
- Les actes de sadisme de Beria sont le thème d'un chapitre du roman Une saga moscovite[36] de l'écrivain russe Vassili Axionov.
- Ils sont également évoqués par le romancier franco-russe Andreï Makine dans Le Testament français[37].
- Dans la bande dessinée Paris, secteur soviétique de la série uchronique Jour J, Lavrenti Beria est l’un des protagonistes de l'histoire, mettant notamment en avant son penchant pour les viols, mais cette fois-ci dans la capitale française.
- Il est l'une des personnalités politiques citées dans le roman Le Vieux qui ne voulait pas fêter son anniversaire de Jonas Jonasson[38].
- La chanson Karaganda d'Hubert-Félix Thiéfaine mentionne « C'est le rire de Beria ».
- Il est l'un des personnages principaux dans la bande dessinée La Mort de Staline et du film homonyme qui en est tiré.
- Il est l'un des personnages principaux dans le film d'espionnage Oubit Stalin (Tuez Staline) qui se déroule à Moscou durant l'hiver 1941-1942.
- Il est l'un des personnages principaux dans le biopic de Vassili Staline, Сын отца народов (Fils du père du peuple).
- Le personnage de Varlam Aravidze est fortement inspiré, entre autres, de sa personne et est symbolisé par des lunettes qui lui étaient propres dans le film Le Repentir de Tenguiz Abouladzé.

### En français
- Abdourakhman Avtorkhanov, Staline assassiné : le complot de Béria, traduit du russe par Alain Préchac, 1980.
- Sergo Lavrentevič Beria, Beria, mon père : au cœur du pouvoir stalinien, préf., trad. et notes de Françoise Thom, Paris, éd. Plon (relié) et Critérion (broché), 1999.
- Nikita Khrouchtchev, Souvenirs, Paris, Robert Laffont, 1971.
- Amy Knight, Beria — Le bras droit de Staline, Paris, Aubier, 1993, 427 p. Préface d'Hélène Carrère d'Encausse.
- Jean-Jacques Marie, Beria — Le bourreau politique de Staline, Paris, Tallandier, 2013, 512 p.  (ISBN 979-1021002944)
- Simon Sebag Montefiore (trad. de l'anglais par Florence La Bruyère et Antonina Roubichou-Stretz), Staline : La cour du tsar rouge, vol. I. 1929-1941, Paris, Perrin, 2010, 723 p. (ISBN 978-2-262-03434-4).
- Simon Sebag Montefiore (trad. de l'anglais par Florence La Bruyère et Antonina Roubichou-Stretz), Staline : La cour du tsar rouge, vol. II. 1941-1953, Paris, Perrin, 2010, 622 p. (ISBN 978-2-262-03490-0).
- Boris I. Nicolaevski, Les Dirigeants soviétiques et la lutte pour le pouvoir : essai, Paris, Denoël, coll. « Dossiers des Lettres Nouvelles », 1969.
- Pavel Soudoplatov, Missions spéciales : mémoires d'un maître espion soviétique, Paris, Le Seuil, 1994, trad. de l'américain, préface de Robert Conquest.
- Françoise Thom, Beria — Le Janus du Kremlin, Paris, les Éd. du Cerf, 2013, 924 p.  (ISBN 2204101583).
- Thaddeus Wittlin, Beria, 2014. traduction de la version anglaise de 1972.

### Autres
- (en) Thaddeus Wittlin, Commissar: The Life and Death of Lavrenty Pavlovich Beria, New York, The Macmillan Co., 1972.
- (en) Amy Knight, Beria: Stalin's First Lieutenant, Princeton University Press, 1993  (ISBN 0-691-03257-2).
- (en) Richard Rhodes, Dark Sun: The Making of the Hydrogen Bomb, Simon and Schuster, 1996  (ISBN 0-684-82414-0).
- (ru) Anton Antonov-Ovseïenko, Beria, Moscou, 1999.
- (en) A. N. Yakovlev, V. Naumov et Y. Sigachev (éd.), Lavrenty Beria, 1953. Stenographic Report of July's Plenary Meeting of the Central Committee of the Communist Party of the Soviet Union and Other Documents, International Democracy Foundation, Moscou, 1999 (en russe)  (ISBN 5-89511-006-1).
- (en) R. J. Stove, The Unsleeping Eye: Secret Police and Their Victims, San Francisco, Encounter Books, 2003  (ISBN 1-893554-66-X).
- (ru) Andrei Sukhomlinov, Kto Vy, Lavrentiy Beria?, Moscou, 2003 (non traduit)  (ISBN 5-89935-060-1).
- (en) Julius Strauss, « Stalin's depraved executioner still has grip on Moscow », Daily Telegraph,‎ 23 décembre 2003 (lire en ligne [archive du 4 mars 2006], consulté le 24 septembre 2008)